# WeClip
WeClip (ウィークリップ) は、TieUps株式会社が2021年10月にWebβ版を公開したコミュニティSNS。2022年12月にiOSアプリβ版を公開。

## 概要
WeClip(ウィークリップ）は、コミュニティの作成や参加により、共通の趣味や目的等があるユーザーを集めて、交流をすることができる。文字と画像、画像のみ、チャット、バナーの４つの機能と、テーマカラーやアイコン、背景を組み合わせて、コミュニティページを作成する。

## 沿革
- 2021年10月：Webβ版リリース[1]
- 2022年12月：iOSアプリβ版を公開[2]